# مایکل اتوره
مایکل اتوره (انگلیسی: Michel Ettore؛ زادهٔ ۱۴ اکتبر ۱۹۵۷) بازیکن فوتبال اهل فرانسه است.
از باشگاه‌هایی که در آن بازی کرده‌است می‌توان به باشگاه فوتبال لو آور و باشگاه فوتبال متس اشاره کرد.